# Jezierce (województwo lubuskie)
Jezierce (niem. Seewitz) – osada leśna w Polsce położona w województwie lubuskim, w powiecie międzyrzeckim, w gminie Skwierzyna.
W latach 1975–1998 miejscowość administracyjnie należała do województwa gorzowskiego.

## Położenie

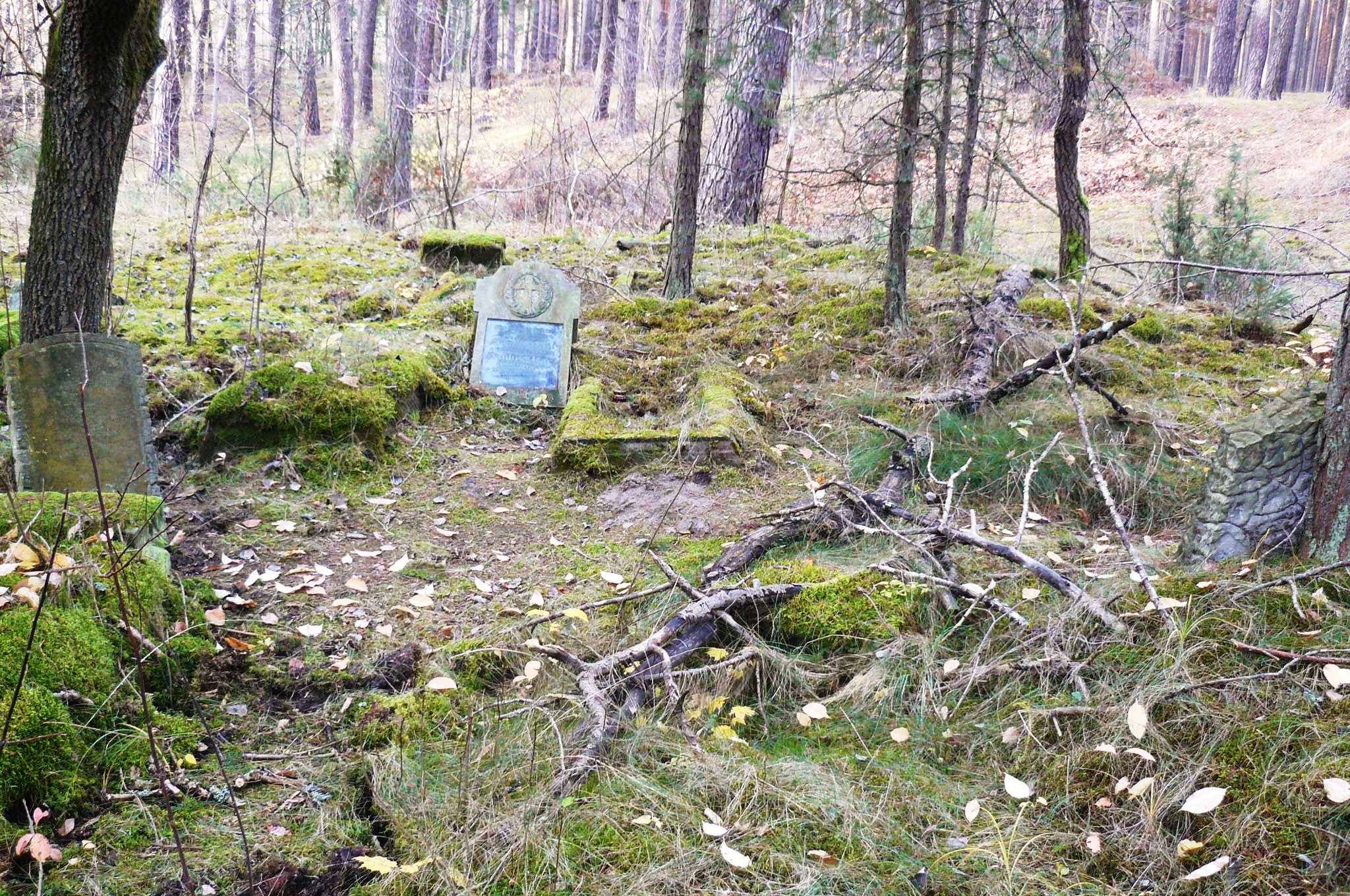
Dawny cmentarz ewangelicki

Niegdyś wieś, obecnie samotna leśniczówka nad niewielkim jeziorkiem, położona ok. 7 km na północ od Świniar i 5 km na południe od Lipek Wielkich w sercu Puszczy Noteckiej. W Jeziercach krzyżują się gruntowe drogi ze Świniar, Lipek Wielkich, Goszczanowa i Murzynowa. Okoliczne lasy obfitują w grzyby i jagody, dla zmotoryzowanych wyznaczono parkingi leśne.

## Historia
Jeziorko w Jeziercach było wzmiankowane w falsyfikacie z końca XV w. jako lacusculus Esseritz z datą 1251, jest to najstarszy znany zapis o terenach położonych w Puszczy Noteckiej.
W okresie Wielkiego Księstwa Poznańskiego (1815-1848) miejscowość należała do wsi mniejszych w ówczesnym pruskim powiecie Międzyrzecz w rejencji poznańskiej. Jezierce należały do okręgu starodworskiego tego powiatu i stanowiły część majątku Świniary, którego właścicielem był wówczas v. Brunn. Według spisu urzędowego z 1837 roku wieś składała się z dwóch folwarków i liczyła łącznie 89 mieszkańców, którzy zamieszkiwali 13 dymów (domostw). Około 1850 upolowano tu ostatniego wilka. W 1936 Jezierce liczyły jeszcze 10 budynków, były tu szkoła i cmentarz. Po 1945 większość budynków rozebrano, pozostała jedynie leśniczówka i resztki cmentarza z XIX i XX wieku.